# Cornélio Procópio
Cornélio Procópio es un municipio brasileño del estado de Paraná.

## Historia
La ciudad fue bautizada en homenaje al Coronel Cornélio Procópio de Araújo Carvalho, figura destacada en el Imperio del Brasil durante el final del siglo XIX. El coronel fue el patrono de la estación ferroviaria del km 125, que sirvió como marco de toda la expansión económica de la región en la cual está inserta la ciudad.
El Coronel Procópio, fallecido en 1909, dejó nueve hijos, entre los cuales se encontraba Maria Balbina Procópio Junqueira, casada con Francisco de la Cuña Junqueira, quien la homenajeó dando su nombre a la ciudad paranaense de Santa Mariana, que hasta entonces era sólo una hacienda. Con el mismo sentimiento, cedió el nombre de su suegro al aglomerado urbano localizado en el km 125, juntamente con la expansión del ferrocarril.
El ferrocarril está íntimamente conectado con la colonización, surgimiento y desarrollo de la ciudad. Con ella llegaron trabajadores ingleses y portugueses, además de pioneros paulistas y mineros.
La Compañía Ferroviaria Noroeste de Paraná fue creada en 1920, por un grupo paulista, cambiando esa denominación, en 1923, por la de Compañía Ferroviaria São Paulo-Paraná. Este ferrocarril formaba parte de un proyecto de capitalistas de San Pablo con el objetivo de transportar toda la producción de café y la producción agrícola del norte de Paraná.
El 1 de diciembre de 1930 se inauguró el recorrido comprendido entre Cornélio Procópio, Santa Mariana, Bandeirantes y Cambará. En marzo de 1931, la ciudad recibió la visita del Príncipe de Gales (futuro Rey Eduardo VIII).
Cornélio Procópio creció rápidamente, dependiendo administrativamente de Bandeirantes. En 1938, una comisión formada por pobladores resolvió plantear la emancipación política y la creación de un nuevo municipio. Formaban parte de esa comisión, entre otros, José Paiva, Oscar Dantas y Américo Ugolini, que se presentaron en Curitiba para solicitar audiencia con el interventor (gobernador) del Estado en aquella época, Manoel Ribas.
De esta manera, el municipio de Cornélio Procópio fue creado por el Decreto nº 6.212, de 18 de enero de 1938, pero la implementación de dicho decreto ocurrió recién el día 15 de febrero. En aquella misma oportunidad, Manoel Ribas transfirió la sede de la Comarca de Jataizinho para el nuevo municipio. Cornélio Procópio, de simple poblado, pasó la sede de municipio y sede de comarca, al mismo tiempo.
La ciudad posee un campus de la Universidad Tecnológica Federal de Paraná - Campus Cornélio Procópio

## Geografía
Posee un área de 637 km², representando 0,3198% del estado, 0,1131% de la región y 0,0075% de todo el territorio brasileño. Se localiza en la latitud de 23°10'51" sur y en la longitud de 50°38'49" oeste, siendo su altitud de 658m. La población estimada en 2014 era de 48.487 habitantes.

### Clima
El clima en Cornélio Procópio es clasificado como Subtropical húmedo mesotérmico con lluvias el año todo.
No existe sistema de monitoreo oficial de la temperatura en Cornélio Procópio.

## Instituciones de Enseñanza Superior
- Universidad Tecnológica Federal de Paraná - Campus Cornélio Procópio
- Universidad Provincial del Norte de Paraná